# Tranh cãi về Cao Câu Ly
Tranh cãi về Cao Câu Ly là vấn đề tranh cãi lịch sử dai dẳng giữa Trung Quốc và Triều Tiên về vấn đề lịch sử Cao Câu Ly, một vương quốc cổ đại (37 TCN – 668 CN) tại vùng lãnh thổ thuộc Đông Bắc Trung Quốc và 2/3 bán đảo Triều Tiên hiện nay. Đến nay việc Cao Câu Ly là một phần văn hóa thuộc Trung Quốc, Triều Tiên hay tách ra, thuộc về cả hai, vẫn còn là một dấu hỏi.
Từ những năm 1980, chính phủ Trung Quốc dần gỡ bỏ những hạn chế về mặt nghiên cứu lịch sử từ thời Mao Trạch Đông, và các học giả Trung Quốc đã bắt đầu các chiến dịch tìm kiếm lại lịch sử của Cao Câu Ly, thách thức Triều Tiên về việc vương quốc này vốn chỉ thuộc về dân tộc Triều Tiên. Năm 2002, dự án Đông Bắc được khởi động bởi các thành viên Viện Khoa học xã hội Trung Quốc tuyên bố Cao Câu Ly được lập ra bởi người Mohe và người Yemaek thuộc các dân tộc Tungus và nó thuộc về Trung Quốc do người Mãn Châu, người Tích Bá, người Oroqen và người Nanai đều là các dân tộc thiểu số ở Trung Quốc, đã gây ra phẫn nộ rất lớn ở Hàn Quốc và đã bị các học giả Hàn Quốc coi là ý đồ của Trung Quốc nhằm xóa bỏ lịch sử Triều Tiên cho mục đích chính trị. Năm 2004, để trả đũa, Hàn Quốc cho thành lập Viện nghiên cứu Cao Câu Ly (năm 2006 đổi thành Viện Nghiên cứu Lịch sử Đông Bắc Á), và triệu hồi đại sứ Trung Quốc. Năm 2007, dự án Đông Bắc chấm dứt và các học giả Trung Quốc cũng không còn tìm kiếm gì về lịch sử Cao Câu Ly, song Viện Khoa học xã hội Trung Quốc đến nay vẫn tiếp tục tìm cách viết lại lịch sử trên trang chủ của Viện cũng như các tài liệu liên quan.
Một số phân tích rằng việc lịch sử bị viết lại, chủ nghĩa dân tộc xét lại Triều Tiên với lãnh thổ Trung Quốc, nguy cơ chế độ Cộng hòa Dân chủ Nhân dân Triều Tiên sụp đổ, nguy cơ ly khai từ lãnh thổ Trung Quốc, đã khiến cho tư tưởng dân tộc chủ nghĩa trỗi dậy. Người theo chủ nghĩa dân tộc Triều Tiên coi Cao Câu Ly là vương quốc Triều Tiên độc lập với Trung Quốc, trong khi người theo chủ nghĩa dân tộc Trung Quốc thì coi đó là biểu tượng cho sự thống nhất và hùng cường không thể chia cắt của Trung Hoa. Một số học giả chỉ trích dự án mà cả hai tiến hành tấn công vào một nhóm sắc tộc thiểu số nhất định.